# Lista chorążych reprezentacji Federacji Malajskiej na igrzyskach olimpijskich
Lista chorążych reprezentacji Federacji Malajskiej na igrzyskach olimpijskich – lista zawodników i zawodniczek reprezentacji Malajów, którzy podczas ceremonii otwarcia nowożytnych igrzysk olimpijskich nieśli flagę narodową.

## Chronologiczna lista chorążych
| Lp. | Rok i miejsce   | Chorąży               | Dyscyplina           |
| --- | --------------- | --------------------- | -------------------- |
| 1   | 1956, Melbourne | Tan Kim Bee           | Podnoszenie ciężarów |
| 2   | 1960, Rzym      | Shahrudin Mohamed Ali | Lekkoatletyka        |